# Drumul (film din 2009)
The Road este un film american de dramă postapocaliptică din 2009, regizat de John Hillcoat, după un scenariu scris de Joe Penhall, care la rândul său e bazat pe romanul omonim câștigător al Premiului Pulitzer 2006, scris de autorul american Cormac McCarthy. În rolurile principale – ale unui tată și un fiu într-o lume postapocaliptică – sunt Viggo Mortensen și Kodi Smit-McPhee.
Filmările au avut loc în Pennsylvania, Louisiana, Virginia de Vest și Oregon. Filmul a avut parte de o lansare limitată în cinematografele din America de Nord, începând cu 25 noiembrie 2009, și a fost lansat în cinematografele din Regatul Unit pe 4 ianuarie 2010.

## Distribuție
În film niciun personaj nu are nume (pronunțat) și la creditele de final sunt trecute simplu rolul lor din film.
- Viggo Mortensen – bărbatul
- Kodi Smit-McPhee – băiatul
- Charlize Theron – femeia, soția bărbatului (apare într-o serie de flashbackuri). Theron a fost o fană cărții și a lucrat cu producătorul Nick Wechsler la filmul din 2000 The Yards.[12][13]
- Robert Duvall – Ely, bărbatul în vârstă
- Guy Pearce – veteranul
- Molly Parker – soția veteranului
- Michael Kenneth Williams – Thief
- Garret Dillahunt – membrul bandei

## Home media
Versiunile DVD și Blu-ray au fost lansate pe 17 mai 2010 în Regatul Unit, și pe 25 mai 2010 în Statele Unite.